# Одеяло

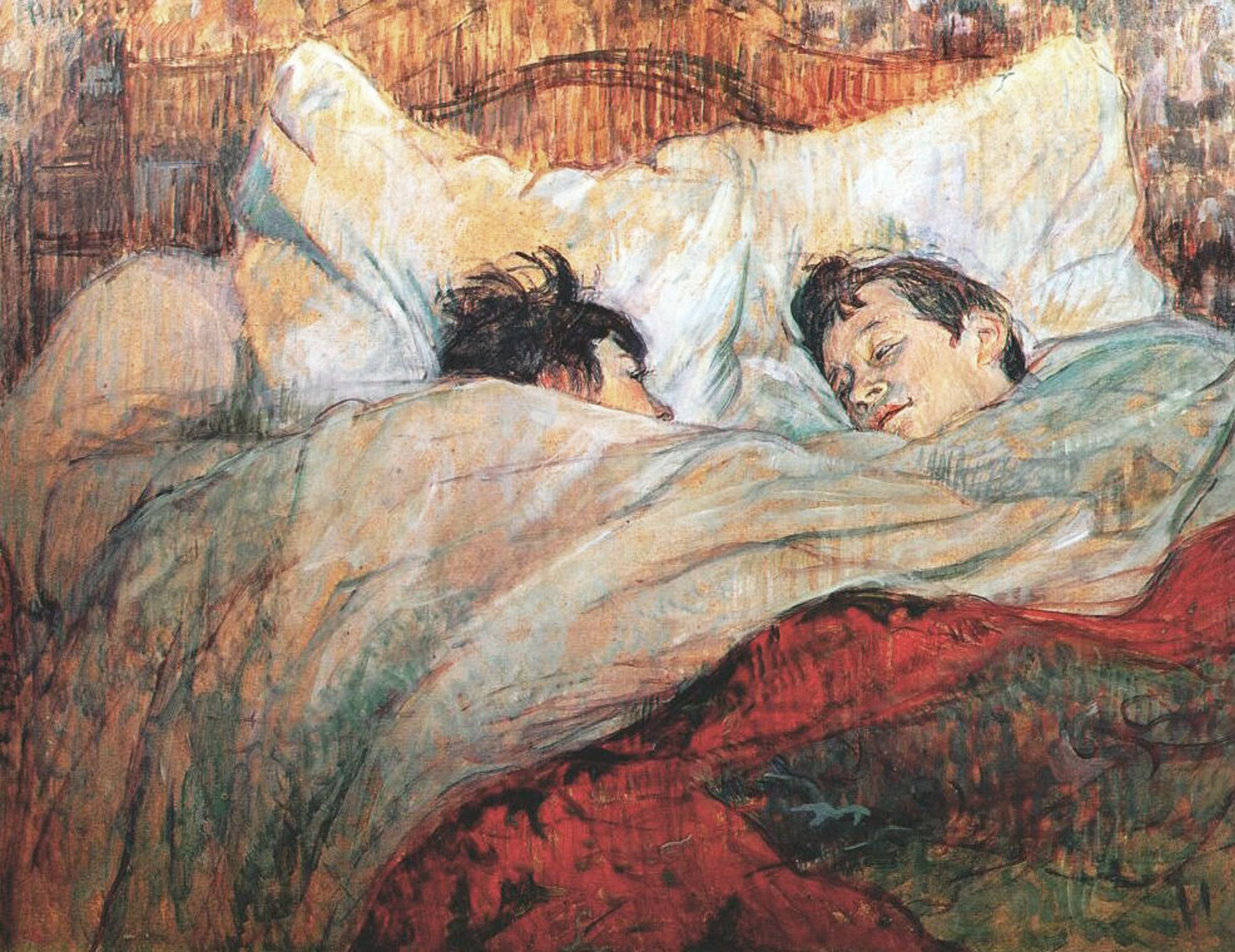
Картина Анри де Тулуз-Лотрека «В кровати»

Одеяло — постельная принадлежность для покрывания тела. Традиционно изготавливается из шерсти, но в последнее время также и из синтетических волокон. Одеяло может быть заправлено в пододеяльник.

## Виды одеял
1. одеяла с открытой шерстью:

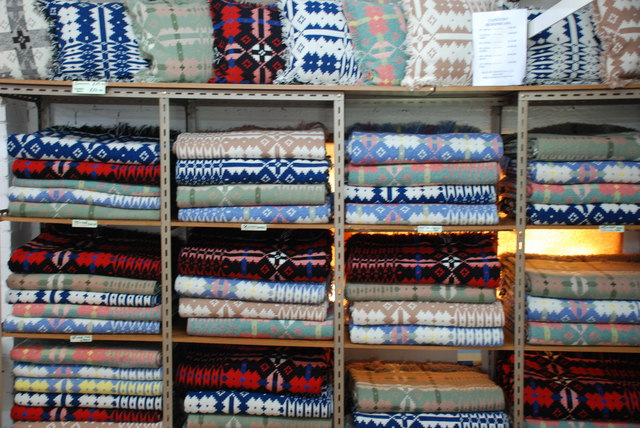
Валлийские традиционные шерстяные одеяла

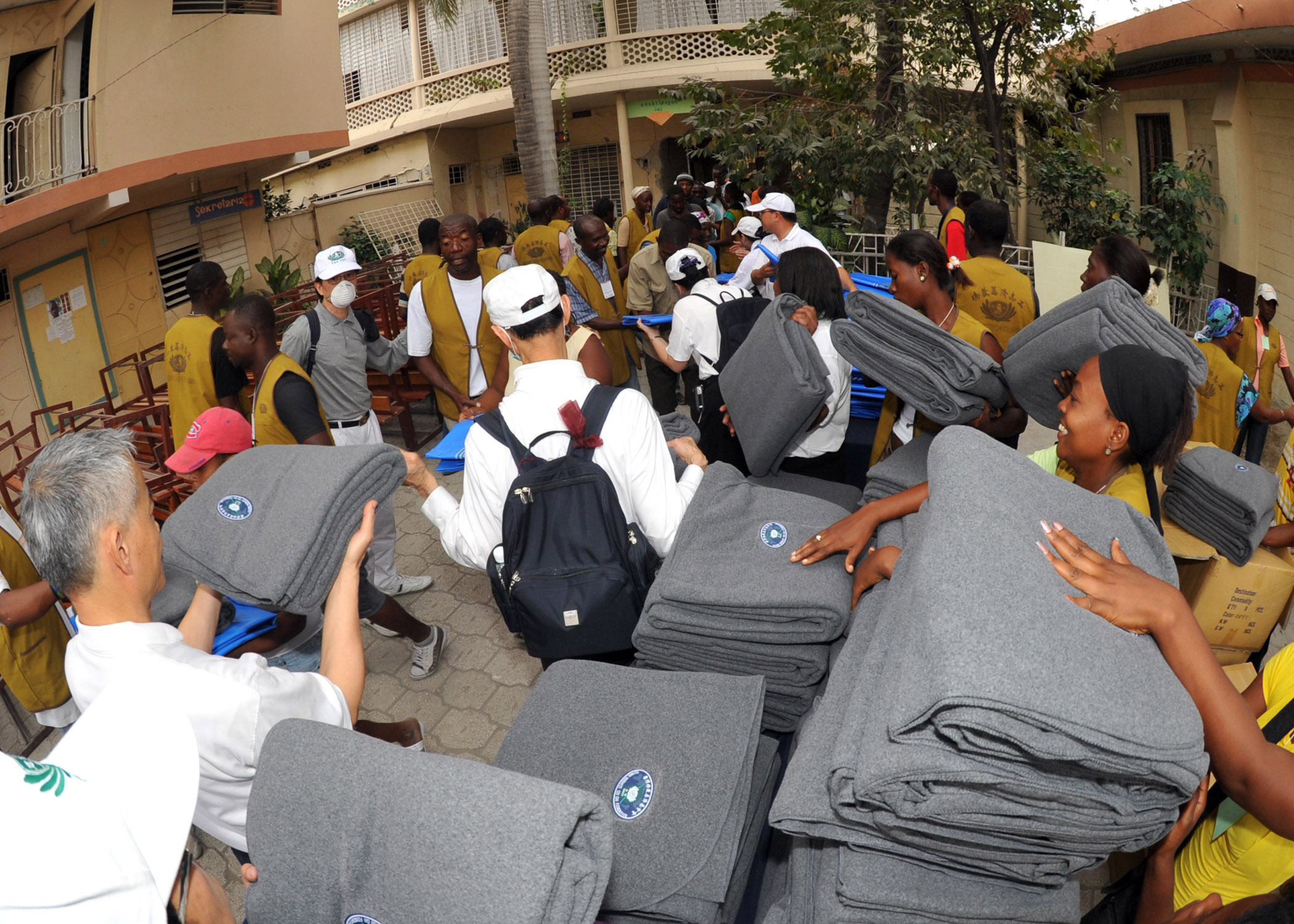
Раздача одеял после землетрясения на Гаити

  - одеяла из натуральных выделанных шкур с шерстью (дюрхан)
  - шерстяные одеяла зимние (двойные),
  - шерстяные одеяла летние,
  - пледы;
2. одеяла с наполнителем:
  - натуральным:
    - Кашемир (пух кашмирской козы),
    - Верблюд (верблюжья шерсть),
    - Меринос (овечья шерсть),
    - Шелковина,
    - Шелк-двойные (шелк плюс верблюжья шерсть или пух кашмирской козы),
    - Пух (гусиный, утиный — гаги),
    - Лиоцель (англ. Lyocell) (волокно, получаемое из целлюлозы эвкалиптового дерева),
    - Сеасел Актив (англ. Sea Cell Aktiv) (комбинация волокна Лиоцелл с добавками морских водорослей);

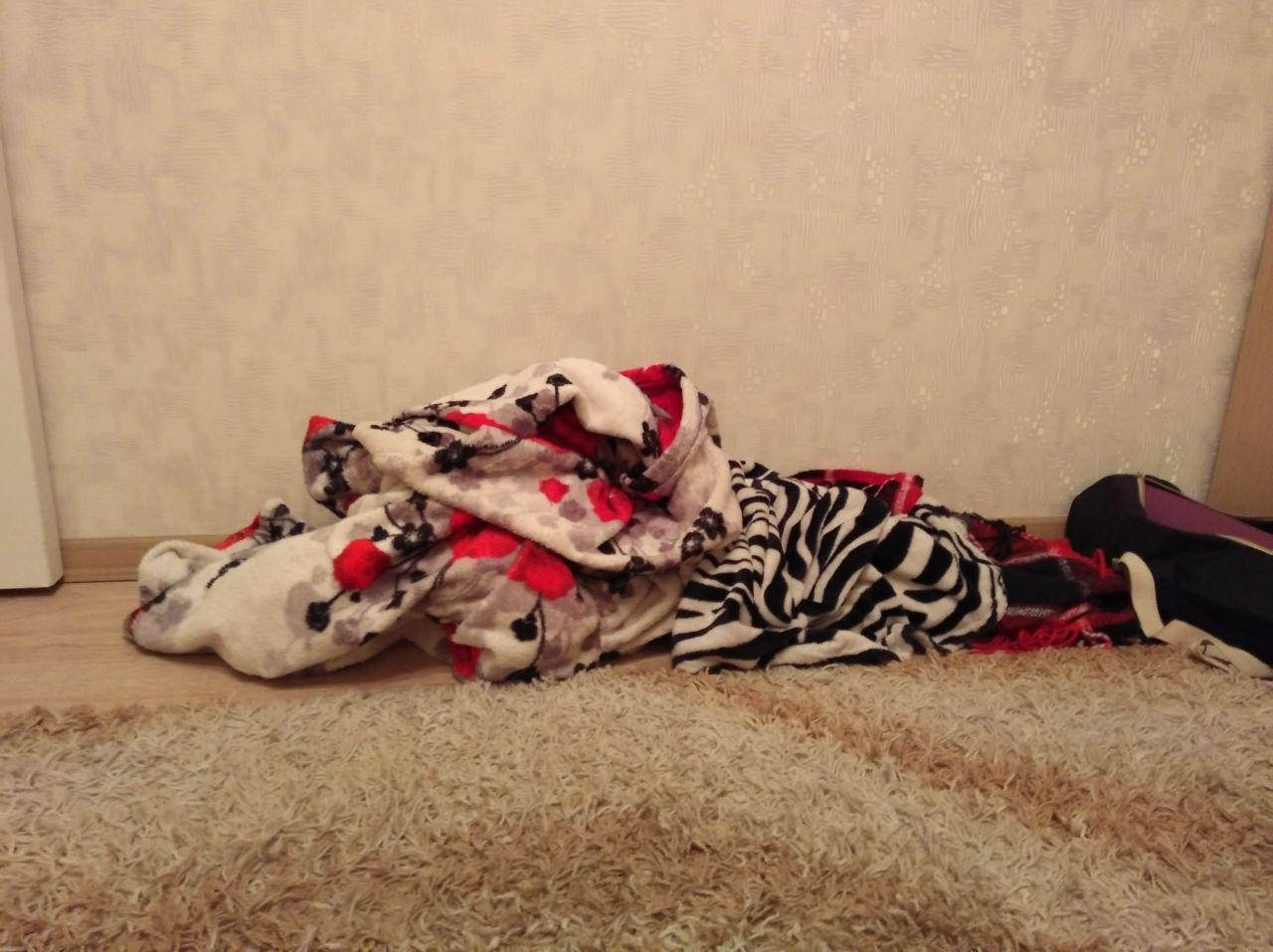
Теплый домашний плед

    - Бамбуковое волокно;
    - Байковое одеяло;
    - Конопляное одеяло.

  - синтетическим:
    - Витасан (полиэфирное),
    - Медисан (полиэстровое волокно);
    - Акрил;
    - Холлофайбер.
3. специальные одеяла:
  - Теплый домашний пледСпасательное одеяло;
  - Электроодеяло
  - Лечебное одеяло.
4. со смешанным наполнителем

## Типы одеял
1. Стёганое — наиболее дешёвое по себестоимости производства, в одеяле наполнитель мигрирует, постоянно образуются пустоты и комки наполнителя;
2. Каростеп — похоже на стёганое одеяло, но по всей поверхности одеяла проходит строчка в виде рисунка (восьмёрка, крестик), обладает лучшими теплоизоляционными качествами, но после прострочки дырочки от иголки могут пропускать наполнитель;
3. Кассетное — наиболее дорогое, но в то же время качественное одеяло, сделано кассетами (отдельно отшитыми секциями)

## Стандартизация постельных одеял
В настоящий момент, на территории России действует ГОСТ 51554-99, который распространяется на готовые постельные одеяла, изготовленные из текстильных материалов, и устанавливает метод контроля размеров одеял и требования к их маркировке.